# 秦焕故居
秦焕故居位于中国江苏省淮安市淮安区淮城街道南门大街中段东侧，小鱼市口东街北侧。与杨士骧故居只有一巷之隔。主人秦焕（1817-1891）为清咸丰十年（1860年）进士、官至广西按察使。其子秦保愚（字少文）拥有良田万亩，为当年淮安最大的豪门。故居规模宏大，为淮安最大的民居建筑群，房屋多达数百间。雕饰十分精美。1968年前后改为半导体零件厂。建筑现存三十余间，两座精美的砖雕门楼移至勺湖园中保存。

## 保护
2003年3月26日，秦焕故居列为第二批淮安市文物保护单位。